# Silver City (Božićni otok)
Silver City je naselje na Božićnom otoku u Australiji. Nije daleko od glavnog grada, Flying Fish Cove. Među stanovništvom su Kinezi, Europljani i manjina Malajaca. Naselje je osnovano 1970-ih, a kuće su izgrađene od aluminija i drugih metala s namjerom da mogu izdržati ciklone. U naselju se nalaze i velike kuće građene u suvremenom australskom stilu.